# Parrottia moorei
Parrottia moorei är en insektsart som först beskrevs av Green 1896.  Parrottia moorei ingår i släktet Parrottia och familjen pansarsköldlöss. Inga underarter finns listade i Catalogue of Life.